# Parmička duhová
Parmička duhová (Puntius titteya) je drobná sladkovodní paprskoploutvá ryba z čeledi kaprovití (Cyprinidae). Pochází z Cejlonu.